# Paul Dissinger
Paul Dissinger (* 17. August 1877 in Friesenheim; † 14. Dezember 1964 in Ludwigshafen am Rhein) war ein deutscher Politiker.

## Leben und Beruf
Paul Dissinger war Verwaltungsbeamter in seiner Heimatgemeinde Friesenheim. Nach der Eingemeindung zu Ludwigshafen am Rhein wurde er Stadtoberamtmann.

## Politik
Dissinger trat 1898 in die Zentrumspartei ein und war von 1922 bis 1933 Mitglied im Stadtrat von Ludwigshafen am Rhein. Von 1924 bis 1933 war er für das Zentrum Abgeordneter im Bayerischen Landtag, wo er unter anderen die Stimmkreise Ludwigshafen I und II vertrat. 1933 war er auch Mitglied des Bezirkstags der Pfalz.
Nach dem Zweiten Weltkrieg war er Mitbegründer der CDU in Ludwigshafen und gehörte 1946/47 der Beratenden Landesversammlung Rheinland-Pfalz an.